# Vidbol Glacier
Vidbol Glacier är en glaciär i Antarktis. Den ligger i Västantarktis. Argentina, Chile och Storbritannien gör anspråk på området. Vidbol Glacier ligger 903 meter över havet.
Terrängen runt Vidbol Glacier är kuperad åt nordväst, men åt sydost är den bergig. Havet är nära Vidbol Glacier västerut. Trakten är obefolkad. Det finns inga samhällen i närheten. 